# Bruny

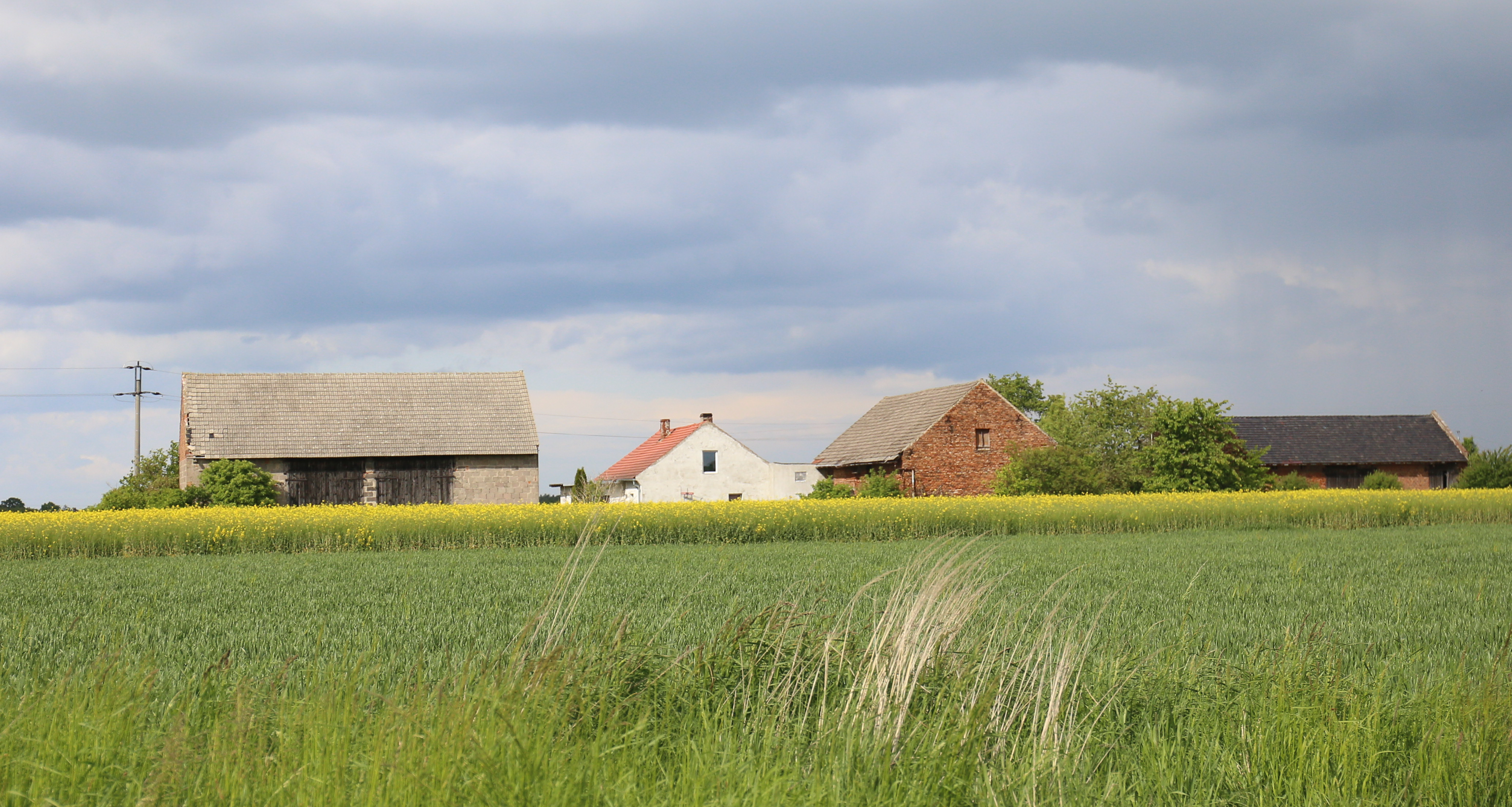
Blick auf das Dorf

Bruny (deutsch: Brune) ist ein Ort in der Stadt- und Landgemeinde Wołczyn im Powiat Kluczborski der Woiwodschaft Opole (Oppeln) in Polen.

## Geographie
Das Straßendorf Bruny liegt im nordwestlichen Teil Oberschlesiens, rund vierzehn Kilometer nördlich von Wołczyn (Konstadt), 22 Kilometer nordwestlich von Kluczbork (Kreuzburg) und 57 Kilometer nordöstlich von Opole (Oppeln).
Ortsteile von Bruny sind die Kolonien Jędrzejowice (Andreaswille) und Chomącko (Sacken).
Nachbarorte von Bruny sind im Norden Komorzno (Reinersdorf), im Nordosten Jakubowice (Jakobsdorf) und im Südwesten Krzywiczyny (Schönfeld).

## Geschichte
Der Ortsname leitet sich vom slawischen Wort „Brona“ (Egge) ab, einem landwirtschaftlichen Bodenbearbeitungsgerät.
Nach der Neugliederung der Provinz Schlesien gehörte die Landgemeinde Brune ab 1816 zum Landkreis Kreuzburg O.S., mit dem sie bis 1945 verbunden blieb. 1838 wurde in Brune eine evangelische Schule eingerichtet. 1845 bestand das Dorf aus einem Schloss, einer evangelischen und einer katholischen Schule und weiteren 69 Gebäuden. Die Einwohnerzahl lag bei 587, davon 43 katholisch und 10 jüdisch. 1874 wurde der Amtsbezirk Jakobsdorf gebildet, dem die Landgemeinden Brune und Jacobsdorf und die gleichnamigen Gutsbezirke eingegliedert wurden.
Bei der Volksabstimmung in Oberschlesien am 20. März 1921 stimmten in Brune 370 Wahlberechtigte für einen Verbleib bei Deutschland und 11 für Polen. Brune verblieb beim Deutschen Reich. 1933 lebten in Brune 414 Einwohner und 1939 waren es 382 Einwohner.
Als Folge des Zweiten Weltkriegs fiel Brune 1945 mit dem größten Teil Schlesiens an Polen und wurde in Bruny umbenannt. Die einheimische deutsche Bevölkerung wurde, soweit sie nicht vorher geflohen war, weitgehend vertrieben. Die neu angesiedelten Bewohner waren teilweise Zwangsumgesiedelte aus Ostpolen, das an die Sowjetunion gefallen war.
Von 1945 bis 1950 gehörte Bruny zur Woiwodschaft Schlesien und anschließend bis 1975 zur Woiwodschaft Opole. Seit 1999 gehört es zum Powiat Kluczborski (Kreis Kreuzburg).

## Sehenswürdigkeiten
- Vorwerk aus der ersten Hälfte des 19. Jahrhunderts.[6]